# Шевелёв, Виталий Афанасьевич
Виталий Афанасьевич Шевелёв (1 августа 1939 год, село Чёрная Курья, Алтайский край — 12 марта 2023) — советский и казахстанский футболист, футбольный тренер, почётный гражданин города Семей.

## Биография
Родился 1 августа 1939 года в селе Чёрная Курья Мамонтовского района Алтайского края. По другим данным — место рождения село Мамонтово.
В 1959 году стал бронзовым призёром Казахской ССР. Это выступление было дебютным для футболиста. Летом он занимался футболом, а зимой — хоккеем. Получил образование в Омске в школе тренеров. В 1963 году стал чемпионом Казахской ССР. Местом для проведения финала турнира был выбран Семипалатинск. После этого стал заниматься тренерской работой. Работал на цементном заводе ФК «Цементник», на автобазе № 5 стадиона «Спартак», в ДЮСШ № 4 ГУ ДЮСШ.
В это же время был тренером команды «Енбек» по хоккею с мячом, которая завоевала победу на республиканском первенстве 1967 года.
Виталий Шевелёв был первым тренером многих футболистов. Он тренировал Равиля Абдувалиева, который получил приглашение играть за «Кайрат» в 1969 году. Тренировал Жоржа Родионова — вратаря усть-каменогорского «Востока». Он был тренером Александра Гончаренко, Сергея Егуданова, Александра Борисова, Сергея Проскурина, Андрея Пинчукова, Серкали Мусалимова, Сергазы Рымбаева, Сергея Цареградского.
В 1980-х годах ученики Шевелёва — Леонид Писарев, Сергей Вишняков, Альберт Ильясов — стали играть в команде «Спартак». Он был тренером Юрия Рыкова и Вячеслава Колоды, Олега Шубнова, Журектеса Лейменова, Юрия Митяева, Сергея Бойченко и Сергея Обрядова. Шевелёв работал с футболистом Ельсиаром Каримовым — известного игрока тренеры поставили на место последнего защитника, чем определилась в будущем его роль в футболе.
Андрей Пинчуков — один из воспитанников тренера Виталия Шевелёва. После занятий у него спортсмена пригласили играть в команде «Спартак». В 1979 году он играл в высшей лиге чемпионата СССР, в 1989 и 1990 году — в высшей лиге за команду «Кайрат».
Звание «Почётного гражданина города Семей» было присвоено Виталию Шевелёву 21 августа 2013 года. Подопечные Виталия Шевелёва часто становились чемпионами и призёрами соревнований.
Сын, Виктор Витальевич Шевелёв, работает детским тренером по футболу в Семее.
Скончался 12 марта 2023 года.

## Награды
- Почетный знак федерации футбола Казахстана[1]
- Медаль «10 лет независимости Казахстан»[1]
- Почётный гражданин города Семей (2013)